# Vimory
Vimory è un comune francese di 1 151 abitanti situato nel dipartimento del Loiret nella regione del Centro-Valle della Loira.
Comuni limitrofi a questo sono Chevillon-sur-Huillard, Lombreuil, Mormant-sur-Vernisson, Villemandeur, Oussoy-en-Gâtinais e Saint-Hilaire-sur-Puiseaux.

## Società

### Evoluzione demografica
Abitanti censiti

## Monumenti
La chiesa di San Pietro, datante dall'XI secolo, ha il campanile che è iscritto nei Monumenti storici dal 6 ottobre 1925. La chiesa contiene due tavole (dipinti a olio) del XVII secolo, classificati a titolo di oggetto nei Monumenti storici: L'Adorazione dei pastori e Salomone e la regina di Saba.